# خینکالی

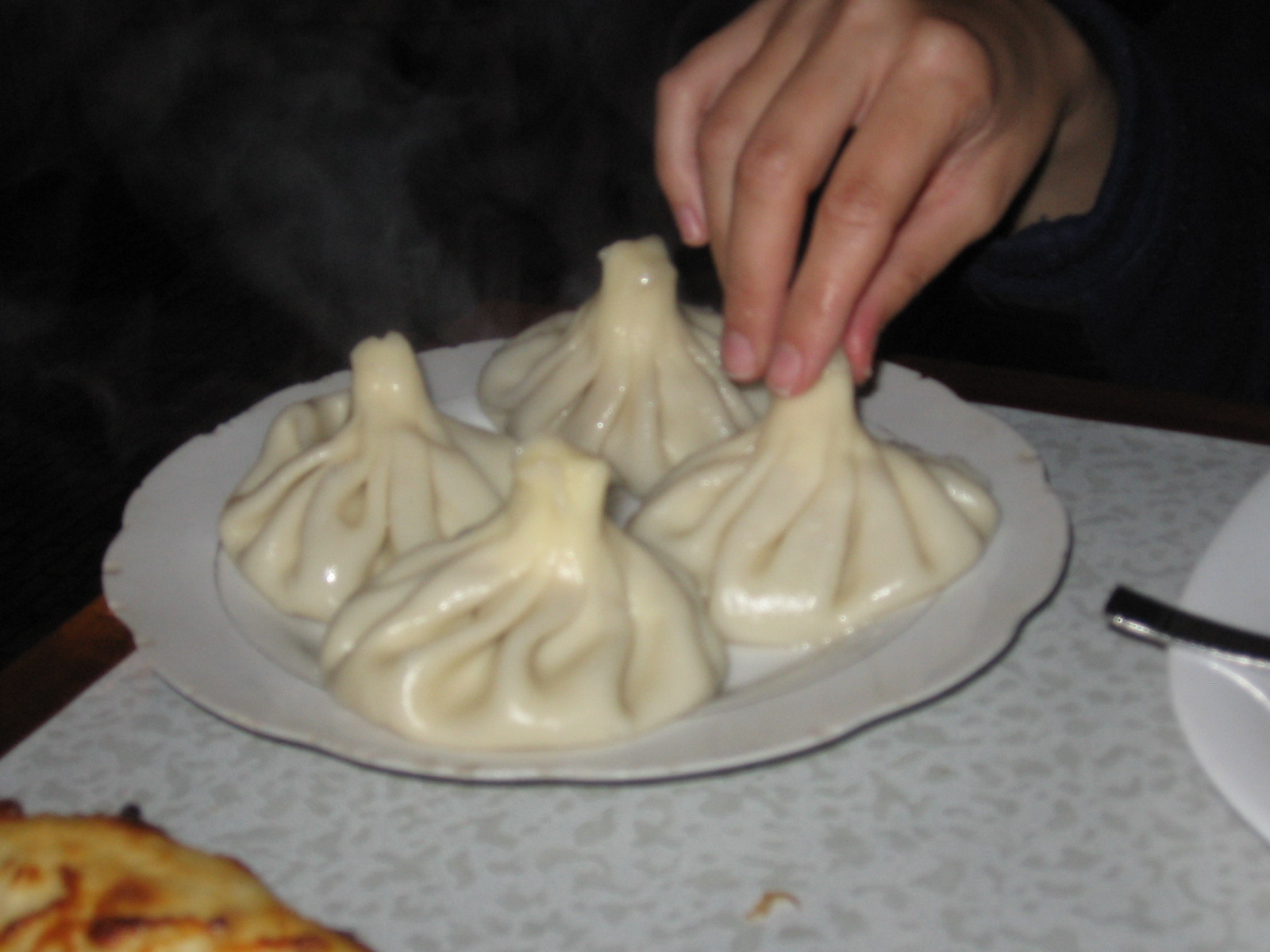
بشقابی از خینکالی

خینکالی (به گرجی:  ხინკალი)،  غذایی گرجی است. انواع مختلف خینکالی را در سراسر گرجستان می‌توان یافت. خمیرهای خینکالی را با موادی از قارچ و پنیر گرفته تا گوشت ادویه‌زده، سبزی، پیاز و سیر پر می‌کنند و آن را در آب جوش می‌پزند. خینکالی را یا به تنهایی یا به همراه مقداری فلفل سیاه می‌خورند. گوشت داخل خینکالی را از قبل نمی‌پزند، به همین دلیل هنگام طبخ آب گوشت در داخل خمیر باقی می‌ماند. به هنگام خوردن، با اولین گاز باید آب داخل خمیر را مکید و گرنه خینکالی وا می‌رود.